# Fatiha Douba
Fatiha Douba est une judokate algérienne née le 9 juillet 1968 à Relizane. 

## Carrière
Elle évolue en club à l'IRB Relizane et intègre l'équipe d'Algérie féminine en 1984. Championne d'Algérie à deux reprises (dont 1985), elle est championne arabe à Tunis en 1989,. 
Fatiha Douba est médaillée d'or dans la catégorie des moins de 56 kg aux Championnats d'Afrique de judo 1990 à Alger.
Aux Championnats d'Afrique de judo 1992 à Port-Louis, elle est médaillée d'argent dans la catégorie des moins de 56 kg.